# Claudia Cazacu
Claudia Cazacu (* in Târgoviște) ist eine rumänische DJ und Musikproduzentin in den Bereichen Trance und Tech House.

## Biografie
Claudia Cazacu wurde in Rumänien geboren und zog 1998 nach London, um einen Abschluss in Finance und Banking zu machen. In London entdeckte sie das Clubleben und ein Interesse an elektronischer Musik. 2006 begann sie ihre Karriere als DJ und begann bald darauf auch eigene Songs zu produzieren. 
2007 gründete sie ihr eigenes Label Couture. Für ihre erste Vocal-Produktion Freefalling arbeitete sie zusammen mit Audrey Gallagher. Die Produktion war recht erfolgreich und erhielt Unterstützung von Armin van Buuren, der den Song auch in seine Jahrescompilation A State of Trance 2009 aufnahm.
2010 konnte sich Cazacu auch erstmals in der Wahl der Top 100 DJs von DJ Mag platzieren und kam auf Platz 93. Sie war damit die einzige weibliche DJ in der Liste und wurde somit oft auch als The World's No. 1 Female DJ vermarktet. Seit 2011 hat Cazacu auch eine monatliche Radiosendung namens Haute Couture.

## Diskografie

### Singles
- 2007: Couture
- 2007: Cowgirl
- 2007: Scared
- 2008: International Departures
- 2008: Elite
- 2008: Contrasts (mit Sied van Riel)
- 2008: 2012 EP
- 2009: Earproof
- 2009: Quatrain
- 2009: Freefalling (feat. Audrey Gallagher)
- 2009: Manequin / Size Zero
- 2009: Lekker / Nefertiti
- 2009: Glamour (vs. Vicky Devine)
- 2010: Valley of the Kings
- 2010: Quatrain 3 & 4
- 2010: Solar Flare
- 2010: Translucent
- 2010: Cafe Del Mar
- 2010: Rain
- 2010: Timelapse
- 2010: Quatrain 5
- 2011: Maison
- 2011: Lights Off (mit Sied van Riel)
- 2012: Labyrinth
- 2012: Quatrain 6
- 2013: Emerge

### Remixe
2010: The Space Brothers – Everywhere I Go